# Bugul'ma
Bugul'ma, (in russo Бугульма?, in tataro Бөгелмә) è una città della Russia che si trova nella Repubblica autonoma del Tatarstan. Nota dal 1701, nel 1781 ottenne lo status di città e dal 1953 è capoluogo del Bugul'minskij rajon. La cittadina, che si trova a 333 chilometri da Kazan', sorge sulle rive del fiume Zaj, al centro delle Alture di Bugul'ma e Belebej, nel Bassopiano sarmatico. La composizione etnica dei suoi abitanti consiste in: 63% russi, 26,1% tatari e il rimanente in altri gruppi etnici.

## Amministrazione

### Gemellaggi
- Aydın